# Алтавила (Козенца)
Алтавила (итал. Altavilla) је насеље у Италији у округу Козенца, региону Калабрија.
Према процени из 2011. у насељу је живело 196 становника. Насеље се налази на надморској висини од 681 м.